# Siêu cúp bóng đá Việt Nam 2009
Trận Siêu Cúp bóng đá Quốc gia – Megastar Cup 2009 là trận chung kết lần thứ 11 trong lịch sử của Siêu cúp bóng đá Việt Nam do Liên đoàn bóng đá Việt Nam phối hợp với Báo Tiền Phong đồng tổ chức. Trận đấu diễn ra lúc 15h30 ngày 23 tháng 1 năm 2010 giữa hai đội bóng SHB Đà Nẵng (Là nhà vô địch Giải bóng đá vô địch quốc gia 2009) và Lam Sơn Thanh Hoá (được kế thừa từ đội bóng giải thể vào cuối mùa giải 2009 đó là Thể Công vì Thể Công đứng thứ nhì tại Giải bóng đá Cúp Quốc gia 2009 trên Sân vận động Ninh Bình Thành phố Ninh Bình. Kết quả chung cuộc, hai đội bóng hòa nhau 1-1 trong hai hiệp chính và phân định trên chấm luân lưu 11m. Lam Sơn Thanh Hoá đánh bại SHB Đà Nẵng với tỷ số 4-3 sau loạt sút luân lưu 11m, qua đó lên ngôi vô địch lần đầu tiên. Cầu thủ Tostao của Lam Sơn Thanh Hóa nhận 3 triệu đồng với tư cách là cầu thủ ghi bàn thắng đầu tiên còn cầu thủ Merlo của SHB Đà Nẵng nhận danh hiệu cầu thủ xuất sắc nhất trận đấu cũng nhận 3 triệu đồng .

## Thông tin trước trận đấu
Bối cảnh
SHB Đà Nẵng là nhà Đương kim vô vô địch Giải bóng đá Cúp Quốc gia 2009 và cũng là nhà Đương kim vô vô địch Giải bóng đá vô địch quốc gia 2009 nhưng còn thiếu danh hiệu vô địch Siêu cúp nên đây là cơ hội và cũng là mục tiêu để họ hướng đến. SHB Đà Nẵng nếu giành được danh hiệu Siêu cúp này thì sẽ ghi tên mình vào lịch sử bóng đá Việt Nam với tư cách đội bóng đầu tiên giành được cú ăn ba ở một mùa bóng. Có thể nói đội bóng sông Hàn có lực lượng đồng đều vào loại bậc nhất của V-League. Giờ đây, lứa cầu thủ trẻ như Hoàng Quảng, Cao Cường, Thanh Hưng, Văn Học... ngày càng trưởng thành. Ngoài Nguyễn Rogerio đã nhập tịch thì các ngoại binh như Almeida, Cesar, Merlo Gaston đều là các cầu thủ có chất lượng. Nếu nói SHB Đà Nẵng có điểm yếu thì có lẽ đó là hàng phòng ngự. Mùa giải vừa rồi chỉ có Phước Vĩnh thể hiện tốt, trong khi Cao Cường vẫn còn non.
Lam Sơn Thanh Hoá cũng chưa từng có danh hiệu vô địch Siêu cúp nên đây cũng là cơ hội không thể tốt hơn cho họ. Đội bóng xứ Thanh cũng đã ổn định được về mặt nhân sự sau quá trình chuyển giao. Cơ sở vật chất của Câu lạc bộ được nâng cấp, chế độ bồi dưỡng đã có những thay đổi đáng kể, ngân sách tăng lên trên 26 tỷ đồng, đó là những dấu hiệu rất tích cực so với trước đây. Chuyến tập huấn vừa qua của đội tại Thái Lan dù chưa mang lại kết quả khả quan về chuyên môn (với 3 trận hòa, 1 trận thua) nhưng lại giúp đội bóng xứ Thanh cải thiện về mặt tinh thần. các cầu thủ đã có sự hòa nhập đáng kể cả trong thi đấu cũng như sinh hoạt. Có thể về mặt lực lượng, Thanh Hóa chưa bằng SHB Đà Nẵng nhưng xét về tham vọng đoạt Siêu cúp Quốc gia thì đội bóng xứ Thanh không chịu kém chút nào..
Qua 10 kỳ Siêu Cúp đã được tổ chức, CLB bóng đá Sông Lam Nghệ An là đội bóng giàu thành tích nhất với 3 lần liên tiếp đoạt Siêu Cúp vào các năm 2001-2003. Hoàng Anh Gia Lai và Becamex Bình Dương là hai đội cùng có hai lần được giương cao chiếc cúp danh giá sau các trận đấu kịch tính. Mặc dù có 10 trận Siêu Cúp Quốc gia được tổ chức song chỉ có 6 đội bóng vinh dự giành danh hiệu cao quý này là Thể Công, Sông Lam Nghệ An, Hoàng Anh Gia Lai, Mitsustar Haier Hải Phòng, Gạch Đồng Tâm Long An và Becamex Bình Dương.
Điều lệ của trận đấu
Theo điều lệ, trận Siêu Cúp bóng đá Quốc gia lần thứ 11 – Megastar Cup 2009 được tổ chức vào 15h30 ngày 23/1/2010 trên sân Ninh Bình. Hai đội thi đấu theo thể thức hòa trong 90 phút sẽ đá luân lưu 11m để xác định đội đoạt Siêu Cúp. Đội vô địch được nhận Cúp, bảng danh vị, huy chương và giải thưởng trị giá 150 triệu đồng, đội thua nhận 70 triệu đồng. Ngoài ra, Cầu thủ ghi bàn thắng đầu tiên và Cầu thủ xuất sắc nhất trận đấu sẽ được nhận 3 triệu đồng .
Phát biểu trước trận đấu
- Huấn luyện viên Vũ Trường Giang (Lam Sơn Thanh Hóa) đánh giá: Đã thi đấu thì trận nào cũng phải đặt quyết tâm giành chiến thắng. Hơn nữa, sau trận đấu siêu Cup chỉ một tuần, mùa giải mới cũng sẽ chính thức bắt đầu. Chính vì thế, Thanh Hóa sẽ thi đấu hết khả năng của mình ở trận tranh Siêu Cúp với mục tiêu giành chiến thắng. Sẽ không có chuyện chúng tôi thi đấu chỉ với mục đích thử nghiệm đội hình.

## Chi tiết trân đấu
| Lam Sơn Thanh Hoá                         | 1 – 1    | SHB Đà Nẵng                                                                         |
| ----------------------------------------- | -------- | ----------------------------------------------------------------------------------- |
| Tostao 20'                                | Chi tiết | Sebastian Gaston Merlo 37'                                                          |
| Loạt sút luân lưu                         |          |                                                                                     |
| Kankam · Phước Tứ · Da Silva · Quang Vinh | 4 – 3    | Sebastian Gaston Merlo · Thanh Hưng · Nguyễn Rogerio · Châu Lê Phước Vĩnh · Hải Lâm |

| LAM SƠN THANH HÓA: |    |                     |
|                    |    |                     |
| GK                 | 1  | Nguyễn Mạnh Dũng    |
| DF                 | 3  | Anh Tuấn            |
| DF                 | 4  | Phước Tứ            |
| FW                 | 10 | Da Silva            |
| FW                 | 9  | Lê Tostao           |
| FW                 | 19 | Thạch Bảo Khanh (c) |
| Cầu thủ dự bị:     |    |                     |
| FW                 | 11 | Quang Vinh          |
| FW                 | 12 | Đình Tùng           |
| Huấn luyện viên:   |    |                     |
| Vũ Trường Giang    |    |                     |

| SHB ĐÀ NẴNG:     |    |                        |
|                  |    |                        |
| GK               | 1  | Võ Văn Hạnh (c)        |
| DF               | 3  | Võ Hoàng Quảng         |
| DF               | 14 | Nguyễn Anh Tuấn        |
| MF               | 24 | Thanh Phúc             |
| MF               | 7  | Phan Thanh Hưng        |
| MF               | 23 | Huỳnh Quốc Anh         |
| FW               | 10 | Hà Minh Tuấn           |
| FW               | 32 | Sebastian Gaston Merlo |
| Cầu thủ dự bị:   |    |                        |
| Huấn luyện viên: |    |                        |
| Lê Huỳnh Đức     |    |                        |

| THÔNG TIN TRẬN ĐẤU ĐIỀU HÀNH TRẬN ĐẤU - Giám sát trận đấu: - Giám sát trọng tài: - Trợ lý trọng tài 1: - Trợ lý trọng tài 2: - Trọng tài thứ tư: | QUY ĐỊNH TRẬN ĐẤU - Thời gian thi đấu 90 Phút (Mỗi hiệp 45 phút, nghĩ giữa hiệp 15 phút). - Đá luân lưu nếu tỷ số hòa. - 9 cầu thủ dự bị. - Tối đa thay người 3 cầu thủ. |

| Siêu cúp bóng đá Việt Nam năm 2009 Nhà vô địch |
| ---------------------------------------------- |
| Lam Sơn Thanh Hóa Vô địch lần thứ nhất         |